# 劉正彥 (學者)
劉正彥，臺灣大氣科學家、太空科學家，苗栗縣客家人，曾任國立中央大學太空科學研究所所長，現任教於國立中央大學太空科學研究所暨國立中央大學太空及遙測研究中心。主要研究電離層物理和太空物理。尤其是電離層變化和地震的關係。

## 經歷
國立臺中第一高級中學和國立中央大學大氣物理系（今大氣科學系）畢業，1990年獲得美國猶他州立大學物理學博士。回台灣後進入國立中央大學太空科學研究所任教並曾任所長。現任國立中央大學太空科學研究所暨太空及遙測研究中心教授和天主教輔仁大學物理系兼任教授。並出任國科會自然處地球科學研究推動中心主任、國家太空中心首席科學家。

## 爭議

### 違法兼職
劉正彥是從2012年起，由國研院合聘為太空中心首席科學家。但是他沒依照國研院《兼職作業規定》：欲兼任有正式聘函、聘書的職務者，必須填具申請表並取得主管核可。卻於2013年獲北京工業大學推薦並私自接收聘書，成為中國大陸北京海外人才聚集工程（海聚工程）短期項目科研人才，研究項目為監測北京地區的地震前兆，聘期至2016年9月底。對於劉正彥違法兼職一案，科技部指出，劉正彥已於2015年6月10日晚請辭，並獲國家太空中心同意。科技部同時說明，太空中心首席科學家並未接觸應受管制的相關技術資料，因此並未禁止前往中國大陸進行學術交流，而劉正彥也都有依規定提出申請，向國研院報備交流內容，且未使用到太空中心的經費。

## 研究
劉正彥的主要研究是電離層物理與太空物理。1998年開始首次提出大規模地震前電離層電子濃度會異常減少的現象。後來他的團隊以福爾摩沙衛星三號等衛星和GPS地面接收站的資料研究電離層電子濃度，發現規模五以上的地震在發生前至少超過七成震央上空的電離層都曾突然變稀薄；規模六以上強烈地震更高達九成都會在震前出現電離層異常擾動。並且發現地震時地震波會震動大氣層，使電離層產生擾動。相關成果已獲得《地球物理研究期刊》(Journal of Geophysical Research)和《地球物理研究通訊》(Geophysical Research Letters)等地球物理學界重要期刊刊登。
2011年日本本州岛海域地震發生後，劉正彥的團隊也發現海嘯波也會使電離層受干擾。

## 個人生活
劉正彥已婚，妻子陳玉英是國立中央大學統計研究所教授。

## 外部連結
- 劉正彥所屬電離層電波科學實驗室首頁
- 中央大學太空科學研究所介紹劉正彥
- 輔仁大學物理系介紹劉正彥
- 李光華、王文俊、劉正彥等獲國科會傑出研究獎項